# Opération Active Endeavour
Guerre contre le terrorisme

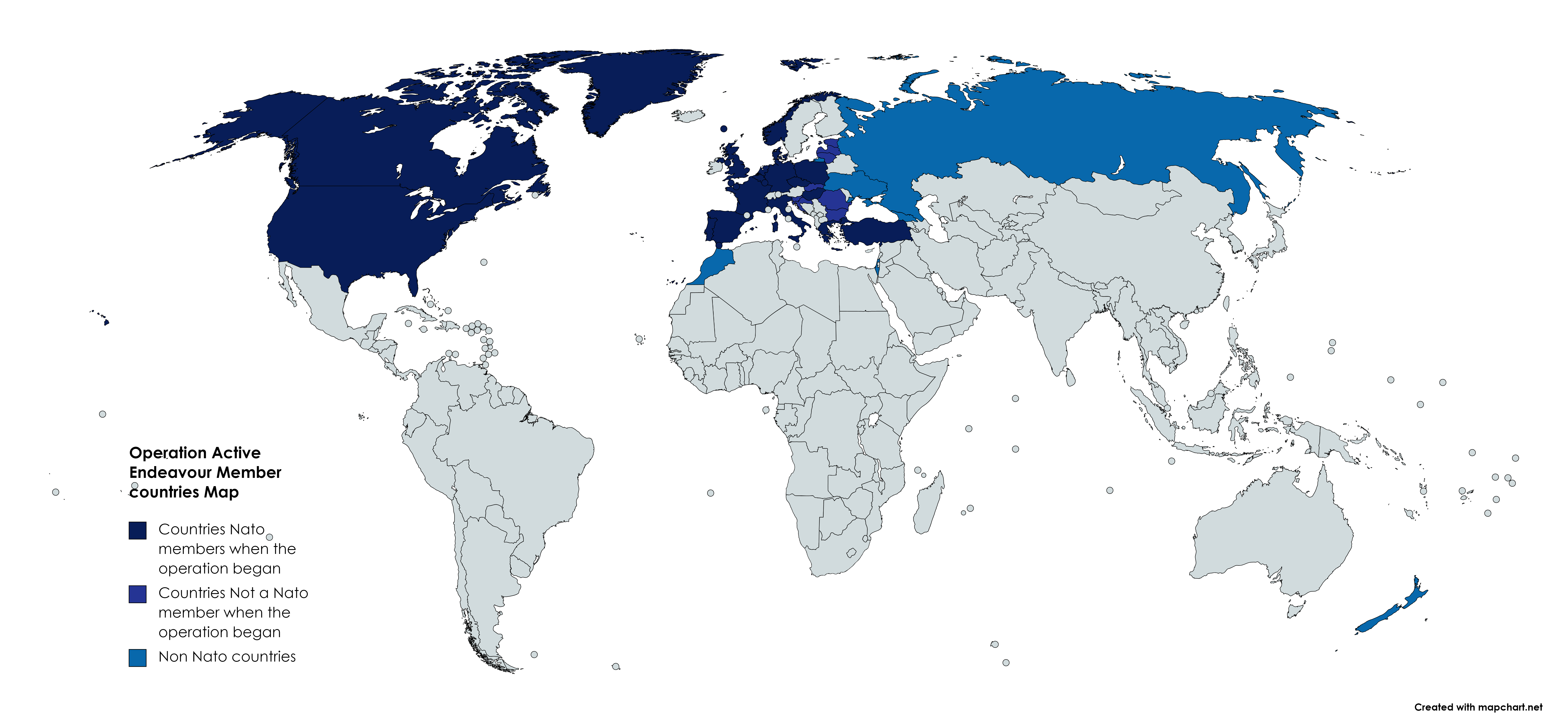
Pays participants.

L’opération Active Endeavour (« Préoccupation active ») est une opération maritime de l'Organisation du traité de l'Atlantique nord (OTAN) en mer Méditerranée et dont les objectifs sont la recherche et la neutralisation des groupes terroristes et des armes de destruction massive. Elle présente également des avantages collatéraux en matière de sécurité renforcée du transport maritime en général. Il s'agit de l'une des premières actions militaires entreprises par l'OTAN en réponse à une invocation de l'article 5 du traité de l'Atlantique nord, qui prévoit la défense collective, et la première opération jamais menée par l'Alliance en application directe de la clause de défense du traité.

## Historique
Active Endeavour débute le 4 octobre 2001 et est déclarée comme l'une des huit réponses de l'OTAN aux attentats du 11 septembre, même si elle ne débute qu'officiellement le 16 octobre. Les moyens navals de la Force navale permanente Méditerranée (STANAVFORMED), qui ont participé à l'exercice de 2001 au large de la côte sud de l'Espagne, ont été réaffectés afin d'assurer une présence militaire permanente de l'OTAN en mer Méditerranée orientale. L'opération en cours est menée par un certain nombre de moyens militaires de l'OTAN, incluant les SNMG1 et SNMG2.
Le 4 février 2003, le Conseil de l'Atlantique nord (CAN) décide de prolonger l'opération et d'inclure l'escorte de navires non militaires qui transitent par le détroit de Gibraltar afin de maintenir la sécurité dans la région et d'assurer le transit en toute sécurité des cargos.
Le 29 avril 2003, la force opérationnelle Endeavour commence ses opérations d'arraisonnement à la suite d'une décision du CAN afin d'améliorer l'efficacité de l'opération navale actuelle contre les activités terroristes présumées dans la Méditerranée. Les opérations sont menées en conformité avec les règles du droit international et sont de nature conforme. Plus de 160 navires ont été arraisonnés (à compter du 1er juin 2010).
Bien que conduisant des opérations antiterroristes en mer Méditerranée, les navires affectés à l'opération Active Endeavour fournissent également de l'aide au gouvernement grec dans la lutte contre l'immigration clandestine. Le 23 mars 2006, l'OTAN alerte les garde-côtes grecs d'un navire nommé M/V Cristal. Les garde-côtes ont intercepté le navire et arrêté le capitaine et l'équipage qui tentaient de faire passer 126 clandestins.
Le vice-amiral Roberto Cesaretti a poursuivi en déclarant « Bien que cet événement se rapporte à des criminels, il y a aussi un message pour les terroristes ici - nous sommes à votre recherche, et lorsque nous vous trouverons - vous ne pourrez vous cacher nulle part ».
À la suite d'une interview en juin 2006 du contre-amiral Richard OBE Leaman, chef d'état-major du Commandement de la composante maritime - Naples, Jane's Navy International apprend que le nombre de frégates impliquées dans l'opération est systématiquement diminué, avec désormais seulement trois frégates patrouillant en permanence en mer Méditerranée, auxquelles s'ajoutent deux corvettes en réserve de la Grèce et de la Turquie, ainsi qu'une flottille de sous-marins. Cependant, au cours d'opérations, ce nombre peut s'élever jusqu'à 16 navires grâce aux forces des SNMG 1 et 2 de l'OTAN.
Le 15 septembre 2006, la Russie se joint à l'opération Active Endeavour en déployant le navire Pytliviy en mer Méditerranée.
S'appuyant sur l'expérience acquise au fil des ans, l'opération ne repose plus désormais en 2012 sur des unités affectées en permanence mais reste toutefois disposée à mener des inspections en mer, ce grâce aux nouvelles technologies de l'information et grâce à une coopération plus étroite avec le Dialogue méditerranéen (DM) et les pays membres du Partenariat pour la paix (PPP). L'OTAN prévoit par ailleurs de renforcer sa coopération avec les garde-côtes des pays européens et avec des organisations non gouvernementales (ONG).
En date du 1er juin 2010, plus de 100 000 navires ont été inspectés dont 160 ont été arraisonnés par la force. Plus de 480 navires ont également été escortés dans le détroit de Gibraltar jusqu'à ce que les missions d'escorte de l'OTAN soient suspendues en 2004.
L'opération prend fin en octobre 2016 et est remplacée par l'opération Sea Guardian.